# جيمي سلايتون
جيمي سلايتون (بالإنجليزية: Jimmy Slayton)‏ هو لاعب كرة قدم أمريكي في مركز حراسة المرمى، ولد في 1 أكتوبر 1998 في Wethersfield, Connecticut ‏ في الولايات المتحدة. لعب مع ريال موناركس.